# Tohoku

Regionen Tōhoku

Tōhoku (japanska: 東北地方?, Tōhoku-chihō) är ett geografiskt område (region) i Japan, bestående av den nordöstra delen av ön Honshu. Namnet betyder nordöst.
Området är också känt som Michinoku (みちのく). Regionens största stad är Sendai.
Fram till cirka 1955 användes officiellt namnet Ōu, men namnet Tōhoku hade använts informellt sedan slutet på 1800-talet.
Området består av sex prefekturer: Akita, Aomori, Fukushima, Iwate, Miyagi och Yamagata.
Tōhoku stod 2006 för 74 procent av Japans produktion av äpplen, där Aomori stod för den största delen, 53 procent av Japans produktion.
11 mars 2011 drabbades området av en större jordbävning med efterföljande tsunami (Jordbävningen vid Tōhoku 2011).